# Roda de Eresma
Roda de Eresma település Spanyolországban, Segovia tartományban. Roda de Eresma Encinillas, Valseca, Los Huertos, Armuña és Cantimpalos községekkel határos. Lakosainak száma 253 fő (2024).

## Népesség
A település népessége az elmúlt években az alábbi módon változott:
| Lakosok száma | 107  | 112  | 171  | 210  | 216  | 201  | 185  | 188  | 225  | 253  |
|               | 2001 | 2004 | 2007 | 2009 | 2012 | 2014 | 2017 | 2019 | 2022 | 2024 |